# Saparewo-Gletscher
Der Saparewo-Gletscher (bulgarisch ледник Сапарево lednik Saparewo) ist ein Gletscher auf Smith Island im Archipel der Südlichen Shetlandinseln. Er fließt von den Nordwesthängen der Imeon Range nördlich des Mount Christi zur Vedena Cove.
Bulgarische Wissenschaftler kartierten ihn 2008. Die bulgarische Kommission für Antarktische Geographische Namen benannte ihn im selben Jahr nach der Ortschaft Saparewo im Südwesten Bulgariens.